# Naprej (časopis)
Naprej je časopis, ki ga je od 2. januarja do 29. septembra 1863 v Ljubljani izdajal Miroslav Vilhar, urejal pa Fran Levstik.
Bleiweisove Kmetijske in rokodelske novice po obnovi ustavnega življenja kmalu niso mogle več spremljati vse bolj pestrega kulturnega in političnega dogajanja na slovenskem področju. Praznino je zapolnil graščak Miroslav Vilhar s časopisom Naprej, ki je izhajal dvakrat na teden. Urejal ga je Fran Levstik, ki je bil tudi avtor večine besedil. V njih je nasprotoval praznemu domoljubju, podpiral program Zedinjene Slovenije, poudarjal nujnost povezovanja z drugimi narodi na slovanskem Jugu ter spodbujal sistematično delo na narodnopolitičnemu in kulturnemu področju. Zavrnil je potujčevanje, sklepanje prevelikih kompromisov in oportunizem. Po letu dni je bilo izhajanje časopisa prekinjeno. Vzrok je bilo Levstikovo besedilo, v katerem je zahteval opustitev starih deželnih meja in združitev slovenskega naroda po programu Zedinjene Slovenije. Zaradi tega teksta je bil Vilhar obsojen na denarno kazen in zapor.